# دیکگونیه
دیکگونیه (به انگلیسی: Dikgonnye) یک روستا در ناحیه Kgatleng در بوتسوانا است. این روستا در ۴۰ کیلومتری شمال غربی موچودی واقع شده‌است و دارای یک مدرسه ابتدایی است. جمعیت این شهر در سرشماری سال ۲۰۱۱ ،۴۳۱ نفر بوده‌است.